# The Blues Brothers - I fratelli Blues
The Blues Brothers - I fratelli Blues (The Blues Brothers) è un film commedia musicale del 1980 diretto da John Landis e interpretato da John Belushi e Dan Aykroyd.
La pellicola occupa un posto di rilievo nella storia del cinema, grazie al suo cast di musicisti e cantanti, alla trama affine a uno spettacolo musicale a tutti gli effetti e all'interpretazione dei protagonisti. I due interpretano i fratelli Jake "Joliet" Blues (John Belushi) ed Elwood Blues (Dan Aykroyd), personaggi inventati ai tempi delle loro prime collaborazioni al celebre programma televisivo statunitense Saturday Night Live e diventati in breve tempo famosi in tutto il mondo, inconfondibili negli onnipresenti vestiti neri e occhiali da sole Ray-Ban Wayfarer. Nel film, i fratelli si prodigano per salvare dalla chiusura l'orfanotrofio dove entrambi erano cresciuti, decidendo di organizzare una riunione del loro gruppo blues e di fare concerti in giro per i locali allo scopo di raccogliere i soldi necessari.
The Blues Brothers, che conquistò il Guinness dei primati per la scena con il maggior numero di incidenti d'auto, costò circa 30 milioni di dollari, stentando inizialmente al botteghino. In poco tempo, tuttavia, si formò un culto intorno alla pellicola. Il 20 e 21 giugno 2012, in occasione del centenario della major produttrice e del trentennale della morte di John Belushi, il film è stato riproposto in versione restaurata in tutto il mondo. Il film ha ispirato anche un videogioco e un sequel uscito nel 1998, Blues Brothers - Il mito continua, diretto anch'esso da Landis e interpretato da Aykroyd, John Goodman, Joe Morton e l'allora giovanissimo Evan Bonifant.
Nel 2020 il film è stato selezionato per la conservazione nel National Film Registry degli Stati Uniti dalla Biblioteca del Congresso come "culturalmente, storicamente o esteticamente significativo".

## Trama
Appena scarcerato dalla Joliet Prison in regime di semilibertà dopo avere scontato tre anni di reclusione per una rapina, Jake "Joliet" Blues, ex leader di un gruppo musicale rhythm and blues, la Blues Brothers Band, con il fratello Elwood, viene da esso prelevato a bordo di una Dodge Monaco del 1974, acquistata a un'asta di auto usate della polizia di Mount Prospect, che diventa la nuova Bluesmobile, l'auto della band, al posto della vecchia "Caddy", una Cadillac, scambiata da Elwood con un microfono.
I due fratelli si recano presso l'orfanotrofio cattolico dove sono cresciuti, nel centro di Chicago: qui la suora Mary Stigmata, da loro chiamata "la Pinguina", chiede loro di aiutarla a trovare 5.000 dollari, somma necessaria a pagare le tasse arretrate dovute al fisco ed evitare la chiusura della struttura. Inizialmente i due contano di trovare la somma con facilità, ma le cose si complicano quando la Pinguina dice loro chiaramente che non accetterà denaro rubato, ma solo acquisito onestamente.
Curtis, un dipendente dell'orfanotrofio, consiglia ai due di recarsi nella chiesa battista di Triple Rock per trovare un'ispirazione sul modo di guadagnarsi la somma. Giunti nella chiesa durante una funzione, dopo una travolgente esibizione del reverendo Cleophus James, Jake riceve la "rivelazione divina": per recuperare i soldi per l'orfanotrofio devono rimettere assieme la Blues Brothers Band, riunendosi ai loro vecchi compagni, ora tutti onesti lavoratori con una buona situazione sociale e suonare di nuovo insieme, destinando i proventi delle esibizioni a saldare il debito fiscale dell'orfanotrofio. Per questo motivo Jake ed Elwood, da questo momento, dichiareranno di essere "in missione per conto di Dio".
Dopo essere sfuggiti all'inseguimento di due poliziotti distruggendo un centro commerciale e all'attacco a colpi di lanciarazzi da parte di una "donna misteriosa", riescono a raggiungere la loro camera d'albergo, che ha la finestra all'altezza di una linea della sopraelevata lungo la quale passa un treno ogni pochi secondi (il loop, l'anello interno della soprelevata di Chicago).
Il giorno successivo, dopo essere sopravvissuti ad un altro attacco da parte della "donna misteriosa", che distrugge il loro appartamento prima che la polizia vi faccia irruzione per arrestarli, iniziano la loro missione. La sezione ritmica della band (Murph, Donald "Duck" Dunn, Steve "The Colonel" Cropper, Willie "Too Big" Hall e Tom "Bones" Malone) viene ritrovata a suonare all'Holiday Inn con il nome di "Murph and Magic Tones", mentre sta eseguendo nell'indifferenza generale una cover di Quando quando quando. Il trombettista Alan Rubin, "Mr. Fabulous", che ha trovato lavoro al raffinato ristorante francese Chez Paul come maître, accetta di ritornare a suonare con la band solo dopo che Jake ed Elwood, dopo essersi recati al locale e aver infastidito rumorosamente gli altri clienti, minacciano di tornare a mangiare «a pranzo, cena e colazione tutti i giorni della settimana».
Sulla strada per raggiungere il chitarrista Matt "Guitar" Murphy e il sassofonista Lou "Blue" Marini, che lavorano in una tavola calda di proprietà di Matt e di sua moglie, la Bluesmobile s'imbatte in una manifestazione del "Partito Socialista Americano dei Bianchi", definiti da Elwood "i nazisti dell'Illinois" (e come tali si presentano). I Blues Brothers, spazientiti, fanno irruzione tra i militanti del partito, che stanno occupando un ponte, costringendoli a gettarsi in acqua per non essere investiti.
Finalmente riunita, la band compra gli strumenti e gli amplificatori al Ray's Music Exchange, pagando tramite cambiali e si reca al Bob's Country Bunker, un locale riservato alla musica country, spacciandosi per i Good Ole Boys, la band country che dovrebbe esibirsi nel locale quella sera. Dopo aver tentato di eseguire un pezzo blues, venendo per questo pesantemente fischiati e bersagliati con oggetti di vario genere, il gruppo ottiene comunque un buon successo improvvisando brani country orecchiabili, che fanno sciogliere in lacrime gli avventori del locale, ma non viene pagata perché, a detta del proprietario del locale, ha consumato più birra di quello che ha guadagnato, per cui ora gli devono 100 dollari.
Ricercati dalla polizia, dalla "donna misteriosa", dai "nazisti dell'Illinois" e dai veri Good Ole Boys (sopraggiunti nel frattempo, in ritardo), i Blues Brothers decidono di rivolgersi al loro vecchio amico e agente di spettacolo Maury Sline, che, anche se di malavoglia, decide di far tenere loro un concerto nella Sala Grande del Palace Hotel, in grado di ospitare 5000 spettatori.
Dopo aver girato tutta la contea per promuovere il concerto che si sarebbe svolto la sera stessa, aiutati anche dai bambini dell'orfanotrofio, la Bluesmobile finisce la benzina e così i due sono costretti a spingerla per ore, rischiando di non arrivare in tempo per il concerto. Grazie allo sforzo pubblicitario, il Palace Hotel è gremito di pubblico, ma tra gli spettatori sono appostati anche i Good Ole Boys e la polizia, cosicché Jake ed Elwood sono costretti a entrare passando dal bagno delle donne (nel frattempo Curtis ha intrattenuto il pubblico con la canzone Minnie the Moocher). Una volta in scena, eseguono Everybody Needs Somebody to Love di Solomon Burke nella versione di Wilson Pickett (citato anche a fine canzone) e Sweet Home Chicago di Robert Johnson nella versione di Magic Sam, riscuotendo un travolgente successo.
Si accorgono, però, che la polizia ha circondato la sala, quindi cercano di trovare un sistema per uscire senza farsi vedere, venendo brevemente fermati dal presidente di una società discografica, che gli allunga un anticipo di 10000 $ per un contratto con la sua compagnia. I due accettano, prendono la somma necessaria per estinguere le cambiali nonché stipendiare la band e scappano da una botola nel palco. Mentre attraversano le fogne per fuggire si imbattono nella "donna misteriosa", che si rivela essere l'ex fidanzata di Jake, da lui abbandonata sull'altare. La donna sta per ucciderli, ma Jake la inganna con il famoso "monologo delle cavallette", nel quale le spiega perché non si era presentato al matrimonio:
(Jake)
Al termine del monologo, per l'unica volta in tutto il film, Jake si toglie gli occhiali da sole e fissa con uno sguardo la ragazza, che per un attimo abbassa l'arma che stava impugnando, per poi baciarla ed abbandonarla nuovamente. I Blues Brothers iniziano quindi una rocambolesca fuga, inseguiti dall'ex fidanzata di Jake, da «tutte le forze dell'ordine dell'Illinois», dal camper dei Good Ole Boys e dalla Ford Pinto dei "nazisti dell'Illinois", in un infernale caos che coinvolge decine di automobili. I Blues Brothers arrivano infine al Richard J. Daley Center di Chicago, dove salgono al 102º piano per pagare le tasse dovute dall'orfanotrofio.
Nel frattempo un'armata giunta da cielo, da terra e dal lago Michigan, composta da centinaia di poliziotti armati fino ai denti, esercito, marina, aviazione, pompieri, corpi speciali e incursori della SWAT si è gettata al loro inseguimento e, proprio nel momento in cui viene timbrata e consegnata la ricevuta delle tasse pagate, i due fratelli vengono raggiunti dalle forze dell'ordine che, spianando loro addosso ogni genere di armi, li arrestano.
Alla fine la Blues Brothers Band al completo è in prigione e suona per i compagni detenuti il brano Jailhouse Rock di Elvis Presley, scatenando un'ennesima baraonda.

## Produzione

### Sviluppo
I personaggi, Jake e Elwood Blues, vennero creati da Belushi e Aykroyd negli spettacoli dello show televisivo Saturday Night Live. Il nome "The Blues Brothers" fu un'idea di Howard Shore. I retroscena e i profili dei due fratelli furono sviluppati da Aykroyd in collaborazione con Ron Gwynne, che in seguito venne accreditato come consulente della storia. Come riportato nelle note di copertina del primo album della band, Briefcase Full of Blues, i fratelli crebbero nell'orfanotrofio del comune di Rock Island in Illinois, dove impararono il blues da un inserviente di nome Curtis e dove suggellarono il legame di sangue con il taglio del dito medio eseguito con la corda della chitarra che Jake diceva essere di Elmore James.
Belushi nel 1978 divenne una stella di prima grandezza grazie al successo musicale dei Blues Brothers e del suo ruolo nel film Animal House. Nell'arco di un anno riuscì nella triplice impresa di diventare la star del film campione di incassi della settimana, dello show televisivo più votato e di cantare nell'album numero uno nella classifica delle vendite. Quando Aykroyd e Belushi decisero che potevano fare un film sui Blues Brothers si scatenarono le offerte degli studios; alla fine la spuntò la Universal che prevalse sulla Paramount. John Landis, che aveva già diretto Belushi in Animal House, fu ingaggiato come regista.
Il progetto non aveva ancora né un bilancio né un copione. Lew Wasserman, proprietario della Universal, stimava che il film potesse essere realizzato con 12 milioni di dollari mentre la cifra stimata dai filmaker era di 20 milioni. Al fine di stabilire il budget del film Aykroyd iniziò da solo la scrittura della sceneggiatura dopo che Mitch Glazer, un giornalista musicale che scrisse le note di copertina dell'album Briefcase Full of Blues, si rifiutò di aiutarlo.
Aykroyd, che non aveva mai scritto una sceneggiatura, compose un volume in cui inserì così tanti passaggi descrittivi (venivano raccontate le origini dei personaggi e del reclutamento di tutti i membri della band), paragrafi e paragrafi di riprese, concetti e idee, che col tempo il copione lievitò arrivando ad occupare 324 pagine, tre volte la lunghezza di un copione cinematografico medio.
Per ironizzare sul suo stesso lavoro Aykroyd fece recapitare il copione al produttore Robert K. Weiss nella copertina di un elenco del telefono. Il titolo era Il Ritorno dei Blues Brothers e l'autore si firmava "Scriptatron GL-9000", uno scrittore automatizzato come Aykroyd amava definirsi.
Landis ebbe il compito di trasformare lo script in una sceneggiatura utilizzabile e dopo circa tre settimane produsse un copione "a misura". Questa riduzione portò a degli scambi di vedute con Aykroyd che criticò l'eliminazione di alcune scene come quella in cui veniva svelata l'origine delle qualità magiche della Bluesmobile. Pur non essendo d'accordo sulla loro reintroduzione, Landis le filmò ugualmente tagliandole poi al montaggio.
La premessa della trama un po' irrealistica, un orfanotrofio di proprietà della Chiesa che rischia la chiusura per il mancato pagamento di tasse arretrate, fu mantenuta perché durante la scrittura della sceneggiatura fu avanzata una proposta legislativa di tassare anche tali proprietà.

### Riprese
Le riprese iniziarono nel luglio del 1979, con il budget del film ancora in via di definizione. Durante il primo mese le cose andarono bene sia dentro che fuori dal set. Quando Robert K. Weiss vide il budget apparentemente assestarsi sui 17,5 milioni di dollari, commentò in modo scherzoso che quella somma era stata già spesa.
Nel mese successivo la produzione cominciò ad accusare i primi ritardi nella tabella di marcia, gran parte di questi dovuti alle feste e agli eccessi di Belushi che, quando non era sul set, bazzicava per la sua città natale Chicago, in particolare allo stadio del baseball Wrigley Field. Spesso la gente lo riconosceva e talvolta gli passava della cocaina, di cui l'attore già abusava pesantemente, con la speranza di consumarla insieme. «Ogni operaio Joe vuole la sua storia con John Belushi», dichiarò Smokey Wendell, la guardia del corpo personale assunta per aiutare Belushi nel controllare l'assunzione di droghe. Come risultato delle nottate a base di droga e alcol, Belushi fece accumulare ritardi crescenti alla produzione, perdendo le chiamate di inizio riprese o facendosi trovare addormentato o in stato di semincoscienza nella sua roulotte. Una notte Aykroyd lo trovò addormentato sul divano di una casa vicina al luogo in cui stavano girando, dopo averne saccheggiato il cibo contenuto nel frigorifero.
La cocaina era così diffusa sul set (come in molte altre produzioni cinematografiche di quel periodo) che Aykroyd dichiarò che parte del bilancio veniva riservato per gli acquisti della droga per le riprese notturne. Belushi e Aykroyd inaugurarono il Blues Club, un bar privato in cui invitare amici, membri del cast e della troupe. Carrie Fisher disse che la maggior parte del personale del bar era in grado di procurare qualsiasi sostanza stupefacente che venisse loro richiesta.
Il budget iniziale fu rapidamente superato. Lew Wasserman di ritorno a Los Angeles, sempre più frustrato, affrontò di persona Ned Tanen, il presidente della Universal, sulla questione dei costi. Sean Daniel, vicepresidente della Universal, fu inviato a Chicago con il compito di fare qualsiasi cosa per tamponare l'emorragia di denaro. Ma non fu rassicurato della situazione quando constatò che la produzione aveva istituito una infrastruttura speciale per le 70 automobili utilizzate nelle sequenze di inseguimento. Il budget di 17,5 milioni divenne presto un sogno irrealizzabile. Le riprese a Chicago che si sarebbero dovute concludere per la metà di settembre, per poi proseguire a Los Angeles, continuarono fino alla fine di ottobre.
Sul set la dipendenza da stupefacenti di Belushi peggiorò. Landis chiese a Carrie Fisher, che in seguito lottò a sua volta contro la dipendenza da cocaina, di tenere Belushi lontano dalla droga e Smokey Wendell fu assunto con il compito di controllare gli eccessi dell'attore. Queste misure tuttavia non furono sufficienti, tanto che ad un certo punto si arrivò allo scontro fisico tra il regista e Belushi quando Landis gettò nel gabinetto la cocaina che aveva trovato sul tavolo della roulotte dell'attore.
A Los Angeles le riprese procedettero bene fino a quando arrivò il momento di girare la sequenza finale al teatro Palladium di Hollywood. Appena prima di girare Belushi cadde da uno skateboard preso in prestito da un ragazzo e si ferì gravemente al ginocchio, compromettendo la possibilità di filmare la scena che gli richiedeva di cantare, ballare e fare capriole. Wasserman convinse il miglior chirurgo ortopedico della città a rimandare i suoi piani per il week-end abbastanza a lungo per fasciare e anestetizzare il ginocchio di Belushi, permettendo così di girare la scena come previsto.
Anche se non è stato mai confermato sembra che la famosa scena del ristorante francese, in cui John Belushi e Dan Aykroyd cenano, sia ispirata ad una scena molto simile con protagonisti Bud Spencer e Terence Hill nel film ...continuavano a chiamarlo Trinità

#### Esterni
Gran parte del film è stato girato a Chicago o in località limitrofe, compreso Wauconda in Illinois, tra luglio e ottobre del 1979. Le riprese a Chicago vennero realizzate grazie soprattutto alla collaborazione dell'allora sindaco Jane Margaret Byrne, che comprese cosa rappresentava per la città ospitare una produzione hollywoodiana in termini di valore economico e promozionale. The Blues Brothers rappresentò il punto di svolta che trasformò Chicago in una location per il cinema, che da allora ha accolto la realizzazione di circa 200 produzioni cinematografiche. Dan Aykroyd in una intervista del 2005 al Chicago Sun-Times dichiarò che il film fu scritto come un omaggio alla città di Chicago che rappresentava una delle star della pellicola.
Il primo blocco del traffico fu a Park Ridge, Illinois. L'inseguimento in auto nel centro commerciale fu girato nel Dixie Square Mall, un centro commerciale abbandonato in Harvey, Illinois.
La sequenza in cui la Bluesmobile salta il ponte levatoio è stata girata sul fiume Calumet, sul lato sud-est di Chicago. L'ingresso principale dello stadio Wrigley Field fa una breve apparizione quando i "nazisti dell'Illinois" scoprono che la residenza riportata sulla patente di Elwood era stata falsificata in 1060 West Addison, indirizzo appunto dello stadio. L'incontro di Jake con la sua ragazza venne girato in una riproduzione della tratta dell'abbandonato sistema sotterraneo di trasporto merci di Chicago. Le altre scene di inseguimento furono girate lungo la Wacker Drive, la Lake Street e nel Richard J. Daley Center il grattacielo che è il centro civico della città.
Nella scena dell'inseguimento finale una Ford Pinto, che rappresentava l'automobile guidata dai "nazisti dell'Illinois", venne fatta precipitare da un elicottero da un'altezza di oltre un miglio. Per girare la sequenza la produzione ha dovuto ottenere una idonea certificazione dalla Federal Aviation Administration, l'agenzia federale statunitense per l'aviazione civile. La FAA era preoccupata che la macchina potesse rivelarsi troppo aerodinamica e che in caduta avrebbe potuto comportarsi come un'ala volando contro gli edifici circostanti.
Gli interni del concerto tenuto dalla band nella sala grande del "Palace Hotel" vennero girati al teatro Palladium di Hollywood.
Le riprese nel centro di Chicago furono realizzate durante le domeniche dell'estate del 1979. I costi di realizzazione furono di 3,5 milioni di dollari. L'autorizzazione a girare fu data dopo che Belushi e Aykroyd si offrirono di donare 50000 $ in beneficenza al termine delle riprese. Anche se alla Bluesmobile fu permesso di essere guidata fino all'ingresso del Daley Center, le vetrate dell'edificio furono temporaneamente sostituite da vetri speciali. L'elevata velocità della vettura danneggiò 35 ciottoli di granito della pavimentazione stradale e una presa d'aria di bronzo del palazzo causando 7650 dollari di danni. Gli interni nell'ascensore, sulle scala e nell'ufficio delle tasse furono ricreati in un set cinematografico.

#### La Bluesmobile

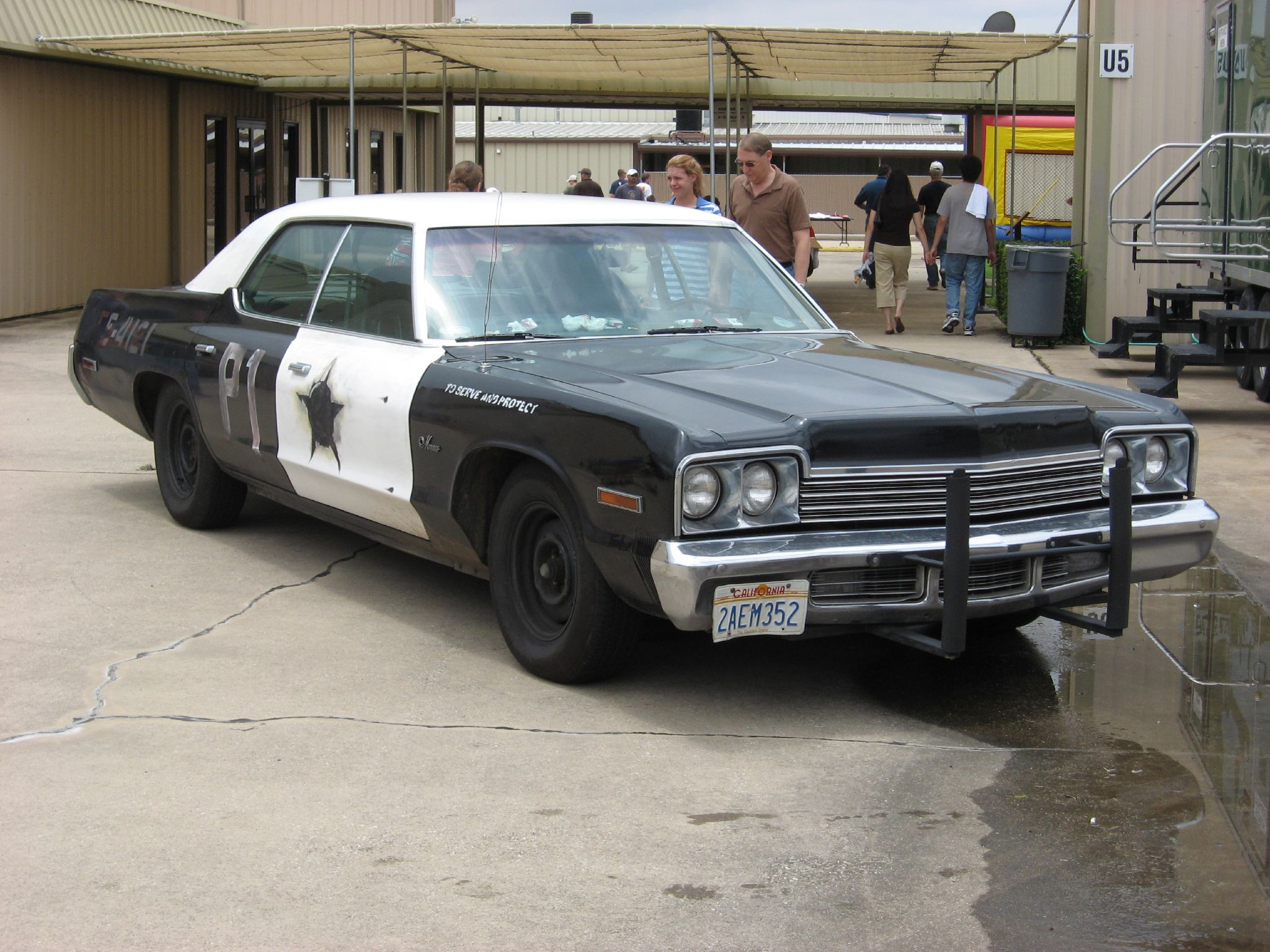
Una replica della Bluesmobile

La "Bluesmobile" è una Dodge Monaco del 1974, con motore V8 da 7200 cm³ (440in³) erogante 375 cv (280 kW). La targa dell'Illinois, serie 1979, è spesso ripresa in primo piano e ha la sigla BDR 529, ossia "Black Diamond Riders 529".
La Bluesmobile è capace di mirabolanti esibizioni; in una scena tagliata si vede Elwood parcheggiarla in una cabina di trasformazione del "L train" - la metropolitana sopraelevata di Chicago - e in sottofondo si ode il ronzio dei trasformatori (scena voluta da Aykroyd). L'impressione che Aykroyd voleva dare era che l'auto assorbisse energia dai trasformatori, ma il regista John Landis non ritenne necessario dare spiegazioni commentando semplicemente: È magica! ("It's just a magic car!").
In effetti la "Monaco 440" era una vettura dalle notevoli prestazioni e ben pochi trucchi vennero utilizzati (nella scena del volo all'indietro venne usata una copia in fibra di vetro); per esempio nella scena dell'inseguimento sotto alla sopraelevata di Chicago si vede per un attimo il tachimetro segnare quasi 120 miglia orarie (poco più di 190 km/h) e l'azione si svolse e venne filmata realmente a tale velocità.
Vi è una curiosità riguardo alla traduzione italiana del dialogo in cui Elwood elogia la nuova Bluesmobile:
Nello spezzone in cui nella versione italiana Elwood parla dell'antifurto e della sirena, nell'originale inglese dice invece che "la macchina è stata costruita prima dell'utilizzo dei catalizzatori quindi usa benzina normale". Dato che nel 1980 in Italia ben pochi sapevano dell'esistenza delle marmitte catalitiche, l'aver sostituito tale spezzone di dialogo è comprensibile.
Secondo la leggenda venne acquistata da Elwood nel 1979 (dettaglio non citato nella sceneggiatura, la battuta di Elwood dice "a marzo", "last spring" nella versione originale) a un'asta della Polizia di Mount Prospect, Illinois, cittadina della contea di Cook. In realtà la produzione acquistò delle vetture usate, normali e anche della Polizia, ma non dell'Illinois, bensì della California, cosa che si evince anche dal colore degli interni, un beige chiaro venduto nelle zone assolate di quello Stato per evitarne il surriscaldamento. Per la realizzazione del film furono utilizzate 12 vetture, secondo altre fonti 13, quasi tutte distrutte. L'unica "superstite" autentica, probabilmente la vettura di riserva mai utilizzata nel film, è di proprietà del cognato di Dan Aykroyd.
Durante la lavorazione del film James Brown si separò dalla carovana di veicoli della produzione e guidò una delle Bluesmobile per oltre 100 miglia a ovest sull'Interstate 80, fino a Spring Valley, Illinois. Quando si fermò a una stazione di servizio per chiedere indicazioni, fu arrestato dalla polizia locale per mancanza di patente di guida valida. Inoltre l'auto, irregolare e con targa finta, fu requisita e la produzione dovette affrontare un lungo procedimento legale per farsi restituire il veicolo ed ottenere il rilascio di Brown, con il regista John Landis che fu più preoccupato per la macchina che per l'attore.

### Casting
Le star del Soul e del R&B, James Brown, Cab Calloway, Ray Charles e Aretha Franklin, furono ingaggiate anche per recitare nelle scene di supporto dei loro numeri musicali. Questa scelta causò delle frizioni tra Landis e la Universal quando i costi di produzione superarono di gran lunga il budget iniziale. Dal momento che nessuno di loro, tranne Ray Charles, aveva avuto successi negli ultimi anni, lo studio richiese al regista di sostituirli o integrare le performance con artisti più giovani come i Rose Royce, il cui brano del 1976 Car Wash, utilizzato nella colonna sonora del film omonimo, li trasformò in star della disco music.
Il cast incluse altri musicisti di rilievo: Big Walter Horton, Pinetop Perkins e John Lee Hooker (che esegue la sua celebre canzone Boom Boom durante la scena in Maxwell Street). I membri della band dei Blues Brothers erano già noti all'epoca per le loro realizzazioni musicali. Steve Cropper e Donald Dunn fondarono il gruppo Booker T. & the M.G.'s della Stax Records, che ottenne grande successo tra gli anni sessanta e settanta. I membri della sezione fiati della band (Lou Marini, Tommy Malone e Alan Rubin) fecero parte del gruppo rock Blood, Sweat & Tears oltre a suonare nella band negli spettacoli del Saturday Night Live. Il batterista Willie Hall suonò nel gruppo dei Bar-Kays. Matt Murphy, il chitarrista del gruppo, iniziò molto giovane la sua esperienza nel 1948 nel gruppo di Howlin' Wolf. Paul Shaffer, pianista e arrangiatore dell'orchestra del Saturday Night Live, aiutò Belushi e Aykroyd a formare la band dei Blues Brothers, di cui inizialmente era un componente, ma a causa di obblighi contrattuali con il Saturday Night Live non fu in grado di partecipare al film venendo sostituito dall'attore-musicista Murphy Dunne.
Carrie Fisher, Kathleen Freeman, Henry Gibson e John Candy furono assunti in ruoli secondari e non musicali.
Il film è famoso anche per i numerosi camei interpretati da celebrità affermate e personaggi dell'industria dello spettacolo, tra cui: Steve Lawrence, l'agente teatrale che offre ai Blues Brothers il concerto nella Sala Grande del Palace Hotel; Twiggy, l'avvenente bionda in una Jaguar cabriolet che fa conoscenza con Elwood al distributore di benzina; Steven Spielberg, l'impiegato dell'ufficio delle tasse; John Landis, nel ruolo del poliziotto "Trooper La Fong" nella scena dell'inseguimento nel centro commerciale; Paul Reubens, famoso per il personaggio di Pee-wee Herman, il cameriere al ristorante Chez Paul; Joe Walsh, il primo prigioniero a saltare sul tavolo nella scena finale; Chaka Khan, la corista nella chiesa di Triple Rock. Frank Oz, regista e burattinaio dei Muppet, interpreta l'ufficiale della prigione che consegna a Jake gli effetti personali all'uscita dal carcere. Il personaggio interpretato da Cab Calloway è chiamato Curtis in omaggio a Curtis Salgado, un musicista blues che ispirò Belushi nella creazione dei personaggi dei Blues Brothers, durante le riprese di Animal House.
Oltre 500 comparse furono utilizzate nelle scene dell'assedio al Daley Center, con 200 uomini della Guardia Nazionale, 100 agenti della polizia statale e cittadina su 50 volanti e 15 a cavallo e il supporto di 3 carri armati, 3 elicotteri e 3 autopompe.

### Post-produzione
Le difficoltà di Landis continuarono anche dopo la conclusione delle riprese. Il primo montaggio del film di due ore e mezzo, incluso l'intervallo, fu ritenuto troppo lungo da Wasserman e Landis dovette accorciarlo di 20 minuti. Il budget definitivo del film di 27,5 milioni di dollari (corrispondenti a 79 milioni di dollari del 2014) superò di 10 milioni di dollari il budget iniziale di 17,5 milioni. Le previsioni di successo non erano positive. Aykroyd e Belushi avevano lasciato il Saturday Night Live alla fine della stagione precedente e questo ne aveva ridotto la notorietà. La fama di Belushi poi subì un ulteriore colpo dal fallimento commerciale e di critica di 1941 - Allarme a Hollywood, uscito alla fine del 1979.
Dopo la conclusione del montaggio Wasserman invitò Landis nel suo ufficio per parlare con Ted Mann, proprietario dell'omonima catena di cinema che controllava molte sale importanti nella zona di Los Angeles. Mann disse a Landis che non avrebbe proiettato il film perché non voleva attirare spettatori di colore nei ricchi quartieri prevalentemente bianchi come Westwood e che gli spettatori di quelle zone non sarebbero andati a vedere film con vecchie stelle musicali di colore. Alla fine The Blues Brothers ottenne meno della metà delle prenotazioni che normalmente riceve un film di grande budget, compromettendo in questo modo i risultati al botteghino.

## Accoglienza

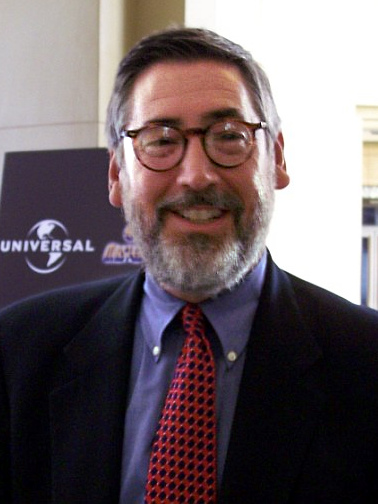
John Landis

### Incassi
Gli incassi statunitensi non furono esaltanti: con 57 milioni di dollari divenne il decimo incasso del 1980, anno dominato dal blockbuster L'Impero colpisce ancora. Gli incassi esteri di 58 milioni però resero i Blues Brothers il primo film statunitense a incassare più all'estero che in patria, portando l'incasso totale a 115 milioni di dollari. Il circuito home video rese ulteriori 32 milioni di dollari.

### Critica
Particolarmente negativa è stata l'accoglienza della critica statunitense all'uscita del film.
- La prima recensione fu del Los Angeles Times che parlava di disastro da 30 milioni di dollari, accomunando i Blues Brothers a 1941: Allarme a Hollywood in quanto a "disfunzioni ghiandolari".
- Il New York Times lo definì una "saga presuntuosa".
- Il Washington Post scrisse di "imbecille stramberia" per riferirsi all'idea di nascondere gli occhi espressivi di Belushi con degli occhiali da sole. In realtà, secondo quanto dichiarato da John Landis nella biografia di Belushi scritta dalla moglie, gli occhiali da sole salvarono in più occasioni le riprese, tutte le volte in cui Belushi si presentava sul set drogato e con l'aria assente.
- Variety accostava i Blues Brothers ai film di Gianni e Pinotto per livello di ispirazione, humor elementare e divertimento momentaneo.

Più lusinghiera, invece, l'accoglienza della critica italiana: "Una delle sorprese dell'anno" per la Repubblica, diversi piani di lettura su Avvenire, apprezzamento sufficiente per il Paese Sera.
Con il tempo, The Blues Brothers ha cominciato ad avere apprezzamenti crescenti, finendo per assumere un indiscusso status di cult movie, annoverato nelle classifiche dei film più amati dal grande pubblico.
In occasione del trentesimo anniversario del film, L'Osservatore Romano, il quotidiano ufficiale della Santa Sede, ha individuato nella pellicola una serie di dettagli che ne rivelerebbero il carattere intrinsecamente cattolico, nei temi e nei valori di fondo, definendo The Blues Brothers "un film memorabile, stando ai fatti cattolico".
Il sito Rotten Tomatoes, aggregatore di recensioni, riporta che il 72% delle 90 recensioni professionali ha dato un giudizio positivo sul film, con un voto medio di 7,6 su 10. Il consenso critico del sito lo definisce: "troppo esagerato rispetto al suo reale valore, ma in ultima analisi salvato dal fascino del cast, dalla grazia del regista John Landis e da molti numeri musicali toccanti."

## Home video
In Italia il film è uscito in DVD nel 2001 con un'edizione da collezione contenente la versione originale integrale con scene inedite che però non sono state doppiate, ma solo sottotitolate in italiano. In occasione del 25º anniversario del film è uscita anche la versione doppio disco con entrambe le versioni del film: cinematografica ed estesa.
Il 20 giugno 2012, per celebrare il 100º anniversario di Universal Studios e il trentennale della morte di John Belushi, il film è stato riproposto da Nexo Digital per la prima volta al cinema nella versione restaurata e in alta definizione cinematografica nelle sale di tutto il mondo.

## Colonna sonora

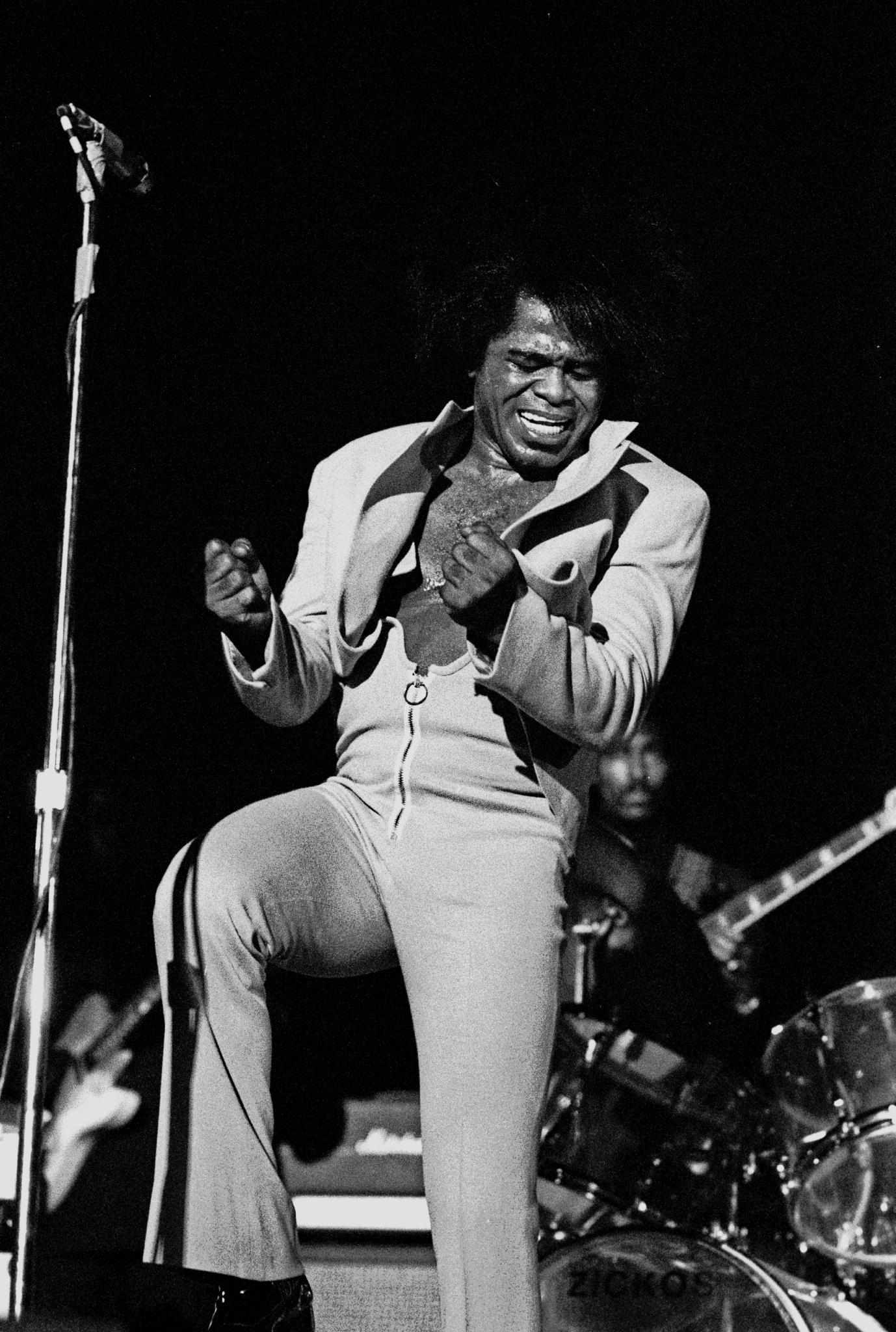
James Brown

Il 6 agosto 2004, dopo un lungo sondaggio, la BBC ha dichiarato la colonna sonora di Blues Brothers come la più bella della storia del cinema, grazie anche all'incredibile cast di giganti della storia della musica che vi parteciparono: Ray Charles, Aretha Franklin, James Brown, Cab Calloway e John Lee Hooker.
La colonna sonora del film è stata pubblicata in diversi album, più o meno completi. Quello ufficiale è The Blues Brothers: Original Soundtrack Recording, rimasterizzato nel 1995 col titolo The Blues Brothers: Music from the Soundtrack.

### Altre musiche
Durante il film si possono ascoltare molte canzoni, alcune delle quali non incluse nella colonna sonora. Ecco l'elenco completo:
- Somebody Loan Me a Dime - eseguita da Fenton Robinson. Sottofondo di chitarra elettrica udibile nelle primissime scene del film, quando "Joliet" Jake esce di cella e cammina nel corridoio della prigione accompagnato dai poliziotti.
- She Caught the Katy - eseguita dai Blues Brothers. Jake ed Elwood si incontrano all'uscita del carcere; di fatto è la sigla iniziale del film.
- Shake Your Moneymaker - eseguita da Elmore James. Sottofondo durante l'incontro all'orfanotrofio tra Jake ed Elwood e il vecchio Curtis.
- The Old Landmark - eseguita da James Brown, Chaka Khan e dalla James Cleveland's Southern California Community Choir. Vibrante gospel cantato dal reverendo Cleophus James nella chiesa battista di Triple Rock. Questa musica risveglierà nei due fratelli la "sacra" necessità di rimettere insieme la "banda".
- God Music - composta da Elmer Bernstein. Coro angelico che segna il momento in cui Jake "vede la luce" nel mezzo dell'esecuzione del suddetto brano gospel.
- Soothe Me - eseguita da Sam and Dave. Jake ed Elwood stanno ascoltando "The best of Sam & Dave" con l'autoradio della loro bluesmobile. John Landis inquadra anche il dettaglio della musicassetta Stereo 8.
- Hold on, I'm Comin - eseguita da Sam and Dave. In continuazione con l'ascolto precedente, questa canzone accompagna l'inizio del primo inseguimento con la polizia nel parcheggio di un centro commerciale.
- I Can't Turn You Loose - eseguita dalla Blues Brothers Band. Colonna sonora del devastante inseguimento d'auto all'interno del centro commerciale.
- Peter Gunn Theme - eseguita dalla Blues Brothers Band. Si tratta di un classico di Henry Mancini, composto negli anni cinquanta per la serie televisiva poliziesca americana Peter Gunn. Lo si può ascoltare in vari momenti del film; la prima volta è quando Elwood accompagna Jake a casa.
- Let the Good Times Roll - eseguita da Louis Jordan. Giunti nel suo appartamento, Elwood accende il giradischi e fa partire questa canzone. L'etichetta del 33 giri è inquadrata da Landis.
- Anema e core - eseguita da Ezio Pinza. Sottofondo durante la visita a casa della signora Tarantino.
- Quando quando quando - eseguita da Murph and the Magic Tones. Il pianista Murphy Dunne, assieme ad alcuni membri della disciolta band, canta questo classico di Tony Renis per intrattenere lo svogliato pubblico dell'Holiday Inn.
- Just the Way You Are - versione strumentale, esecutore sconosciuto. Sottofondo all'incontro tra i Blues Brothers e i membri della band all'Holiday Inn.
- Die romantiker (Op. 167) - composta da Josef Lanner. Raffinato sottofondo musicale che accompagna la cena "poco ortodossa" al ristorante Chez Paul, dove i due fratelli convincono il maître Alan Rubin (loro ex trombettista) a tornare nella band.
- Boom Boom - eseguita da John Lee Hooker. Hooker, assieme ad alcune vecchie glorie del blues, canta questa famosa canzone, un classico del suo repertorio, nella scena in Maxwell Street, nei pressi del Soul Food Cafe gestito da Matt Murphy e sua moglie.
- Think - eseguita da Aretha Franklin assieme alla Blues Brothers Band. La moglie di Matt Murphy cerca di convincerlo, invano, a non tornare con la sua vecchia band.
- Shake a Tail Feather - eseguita da Ray Charles assieme alla Blues Brothers Band. Ray canta questo brano per dimostrare che gli strumenti musicali venduti nel suo negozio non hanno niente che non va.
- Boogie Chillun - eseguita da John Lee Hooker. Sottofondo del peregrinaggio notturno della band, oramai ricomposta, in cerca di ingaggi e che li accompagna fino al Bob's Country Bunker.
- Horst Wessel Lied - inno nazista, che si sente nell'ufficio del capo dei nazisti dell'Illinois mentre questi è intento a dipingere una scultura raffigurante un'aquila.
- Your Cheatin' Heart - eseguita da Kitty Wells. Musica diffusa all'ingresso del Bob's Country Bunker.
- Gimme Some Lovin' - eseguita dai Blues Brothers. La band "osa" iniziare l'esibizione con questo aggressivo rhythm'n'blues. Il pubblico, avvezzo ad ascoltare solo country and western, protesta con selvaggia veemenza, lanciando oggetti di vario genere contro il palco. Il proprietario del locale, anch'esso colto dal disappunto, spegne le luci del palcoscenico.
- Theme from Rawhide - eseguita dai Blues Brothers. Stavolta il pubblico e i proprietari del Bob's Country Bunker apprezzano questo classico pezzo country di Frankie Laine, nella versione "baritonale" di Elwood.
- Stand by Your Man - eseguita dai Blues Brothers. Nonostante il testo di questa canzone sia stato scritto per essere cantato da una donna, la versione di Jake ed Elwood riesce, addirittura, a commuovere il rude pubblico del locale di Bob.
- I'm Walkin - eseguita da Fats Domino. Il ritmo incalzante di questo brano sottolinea la campagna pubblicitaria con cui si annuncia l'imminente concerto della band nella sala da ballo del Palace Hotel.
- Minnie the Moocher - eseguita da Cab Calloway assieme alla Blues Brothers Band. La sala è gremita e Jake & Elwood sono in ritardo. La folla inizia a scalpitare gridando "Vogliamo lo show!". Per placare gli animi, Curtis intona questo suo vecchio classico, scatenando l'entusiasmo del pubblico impegnato a cantare assieme a lui.
- Medley: Time Is Tight / I Can't Turn You Loose - eseguita dalla Blues Brothers Band. Curtis annuncia, finalmente, l'entrata in scena di Jake ed Elwood Blues.
- Everybody Needs Somebody to Love - eseguita dai Blues Brothers. Primo dei due brani che i fratelli eseguiranno al concerto. È la canzone dei Blues Brothers più famosa, il cui successo è rimasto invariato negli anni.
- Sweet Home Chicago - eseguita dai Blues Brothers. Trascinante blues con cui Jake ed Elwood si congedano dal pubblico e dai numerosi poliziotti che danno loro la caccia. Il brano contiene una lunga parte strumentale nella quale i vari componenti della band si alternano in modo da esprimere il proprio virtuosismo.
- La Cavalcata delle Valchirie - scritta da Richard Wagner, eseguita dall'Orchestra Sinfonica di Pittsburgh. Sottolinea l'inseguimento e la rovinosa caduta nel vuoto dell'auto con a bordo i nazisti dell'Illinois che stavano dando la caccia ai Blues Brothers.
- Garota de Ipanema - versione strumentale, esecutore sconosciuto. È la musica che accompagna Jake & Elwood durante la salita in ascensore per raggiungere l'ufficio delle imposte.
- Jailhouse Rock - eseguita dai Blues Brothers. La band, finita tutta in prigione, esegue questo classico di Elvis Presley per la gioia dei carcerati. È anche la sigla finale del film. Durante lo scorrere dei titoli, alla voce di Jake si alternano incisi, sia cantati che strumentali, eseguiti dalla maggior parte degli artisti presenti nel film.

## Sequel
Nel 1998 Dan Aykroyd lavorò di nuovo in coppia con John Landis, per il sequel del film, Blues Brothers - Il mito continua. Tuttavia il risultato è stato ritenuto abbastanza deludente e per molti non ha retto il paragone con l'originale soprattutto per l'assenza di John Belushi, scomparso prematuramente nel 1982, due anni dopo il primo film.